# П'ятницький Роман Леонідович
П'я́тницький Рома́н Леоні́дович (4 лютого 1976) — український військовий моряк, капітан I рангу запасу Військово-Морських Сил ЗС України, командир флагмана українського флоту фрегата «Гетьман Сагайдачний» (2009—2014).

## Життєпис
Роман П'ятницький закінчив Севастопольський військово-морський інститут імені П. С. Нахімова у 2000 році. Служив помічником командира тральщика «Жовті Води» (згодом тральщик отримав назву «Чернігів»). Тривалий час був командиром корвета «Тернопіль», два роки поспіль команда П'ятницького визнавалася журналом «Військо України» серед найкращих екіпажів Військово-Морських Сил ЗС України. Крім того, особовий склад «Тернополя» під проводом П'ятницького брав участь у антитерористичних операціях НАТО «Активні зусилля» в 2007 та 2008 роках. Разом зі співавторами Роман П'ятницький взяв участь у написанні книги «Протичовновий корвет „Тернопіль“», яка побачила світ у 2009 році.
У 2009 році капітан III рангу П'ятницький був призначений командиром флагмана українського флоту фрегата «Гетьман Сагайдачний». У 2012 році команда фрегата взяла участь у навчаннях Sea Breeze 2012 спільно з ракетним есмінцем ВМС США та іншими кораблями ВМС України, США, Туреччини та берегової охорони Грузії. Наприкінці 2013 року українські моряки взяли участь у операції НАТО з протидії піратству «Океанський щит» в рамках якої 5 листопада в Аденській затоці врятували від сомалійських піратів цивільне судно. Операція «Океанський щит» тривала до 3 січня 2014 року, а з 3 січня по 5 березня флагман українського флоту брав участь у операції «Аталанта» під егідою ЄС.
2 березня 2014 року, після початку українсько-російського конфлікту, в російській пресі з'явилася інформація, що команда фрегата «Гетьман Сагайдачний» відмовилася виконувати накази нового керівництва України та оголосила про перехід на бік Російської Федерації. Того ж дня Міністерство оборони України виступило зі спростуванням цієї інформації, а капітан II рангу Роман П'ятницький заявив, що допоки він командир корабля, навіть і мови йти не може про те, аби підняти російський прапор. На підтвердження цих слів 4 березня екіпаж корабля вишикувався на палубі у міжнародну абревіатуру України «UA». Наступного дня «Гетьман Сагайдачний» під українським прапором увійшов до порту Одеси.

## Нагороди та відзнаки
- Медаль «За бездоганну службу» II ст. (5 грудня 2011) — за значний особистий внесок у зміцнення обороноздатності Української держави, зразкове виконання військового обов'язку, високий професіоналізм та з нагоди 20-ї річниці Збройних Сил України[17]
- Медаль «За бездоганну службу» III ст. (4 грудня 2006) — за вагомий особистий внесок у зміцнення обороноздатності і безпеки України, зразкове виконання військового обов'язку та з нагоди 15-ї річниці Збройних Сил України[18]
- Почесний громадянин Тернополя[9]